# Lalla Hirayama

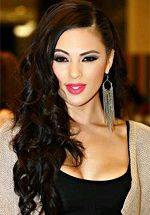
Lalla Hirayama vào năm 2014

Lalla Hirayama (sinh ngày 10 tháng 2 năm 1988) là một người dẫn chương trình truyền hình, diễn viên, vũ công và người mẫu Nam Phi gốc Nhật Bản. Nổi tiếng nhất với công việc hiện tại của cô là một trong 5 người dẫn chương trình tin tức nổi tiếng trực tiếp V Entertainment trên kênh DSTV Vuzu là người dẫn chương trình phục vụ lâu nhất của họ, giám khảo của chương trình Got Talent của Nam Phi và là người dẫn chương trình Lalla Land trên các kênh M-net Film.

## Tuổi thơ
Lalla Hirayama sinh ra ở Hiratsuka ở tỉnh Kanagawa, Nhật Bản. Cô là con duy nhất của một người mẹ Nhật Bản và một người cha da trắng gốc Nam Phi gốc Do Thái. Trong một cuộc phỏng vấn, cô nói rằng cô đã mang đến trường phái cổ điển điển hình của Nhật Bản, cách nghĩ của Samurais và Zen. Cha của cô, mặc dù là một người đàn ông Do Thái da trắng, là một Sangoma (Shaman).
Lalla Hirayama trước đây đã tuyên bố rằng cô đến từ một nền tảng đa dạng; Phật giáo, Thần đạo, Do Thái giáo, Kitô giáo và các hệ thống tín ngưỡng và văn hóa khác nhau. Cô dành những năm đầu ở Nhật Bản, sau đó chuyển đến Úc và cuối cùng đến năm sáu tuổi ở Nam Phi.
Lalla Hirayama bắt đầu học tiểu học tại Trường tiểu học Fairways ở Sandton, Johannesburg thuộc tỉnh Gauteng của Nam Phi. Khi còn học tiểu học, cô đã tham gia cưỡi ngựa và điền kinh và vào năm 1997, Lalla Hirayama đã trở thành Nhà vô địch Cưỡi ngựa Junior.
Năm 2001, Lalla Hirayama trở về Nhật Bản nơi cô dạy hip hop, tap và nhảy hiện đại ở Kagoshima, tỉnh Kagoshima. Cô trở lại một năm sau đó đến Nam Phi nơi cô đăng ký tại Đại học Quốc tế Anh (BIC) ở Bryanston, Joahannesburg ở tỉnh Gauteng của Nam Phi, để học trung học. Trong khi hoàn thành giáo dục trung học của mình, Lalla Hirayama đã tham gia vào đào tạo khiêu vũ.
Năm 2005, cô bắt đầu biểu diễn chuyên nghiệp, nhảy múa tại một số chức năng của công ty thuộc Công ty Vigor8. Một năm sau, vào năm 2006, Lalla Hirayama thành lập Clinch City Entertainment (ACC), một công ty tiếp thị & sự kiện hip hop. Vào năm đó, cô trở thành một phần của các vũ công chính thức cho các nghệ sĩ nổi tiếng thời bấy giờ, trong số những người khác; Lebo Mathosa quá cố của Boom Shaka nổi tiếng và Tshwarelo Relo Hồi Nhlapo; biểu diễn với Skwatta Kamp; và tham gia trong các video âm nhạc của Unathi Msengana và Loyiso Bala.